# Stoney Road
Stoney Road ist das südwestlichste Viertel von Paterson, New Jersey, USA. Im Süden grenzt es an Woodland Park (ehemals West Paterson) und im Westen an Totowa über den Passaic River. Es wird im Osten von der Mountain Avenue und im Norden von der Rockland Street begrenzt. Und auch die Stoney Road grenzt im Süden an die Glover Avenue. In diesem Viertel befinden sich der Pennington Park, Hayden Heights, der Lou Costello Pool, die westliche Grand Street, die McBride Avenue und Garrett Heights. Der Paterson-Abschnitt von Stoney Road befindet sich im 2. Bezirk der Stadt. Stoney Road ist durch Italoamerikaner geprägt.

Koordinaten: 40° 54′ N, 74° 11′ W